# Franja marina Teno-Rasca
Franja marina Teno-Rasca este o arie protejată (arie specială de conservare — SAC, sit de importanță comunitară — SCI) din Spania întinsă pe o suprafață de 69.489,68 ha, integral marine.

## Localizare
Centrul sitului Franja marina Teno-Rasca este situat la coordonatele 28°11′36″N 16°53′30″W / 28.1932°N 16.8918°V.

## Înființare
Situl Franja marina Teno-Rasca a fost declarat sit de importanță comunitară în octombrie 1999 pentru a proteja 4 specii de animale. Situl a fost protejat și ca arie specială de conservare în septembrie 2011.

## Biodiversitate
Situată în ecoregiunile  și marină macaroneziană, aria protejată conține 3 habitate naturale: Peșteri marine scufundate complet sau parțial, Bancuri de nisip acoperite în permanență slab de apă marină, Recifuri.
La baza desemnării sitului se află mai multe specii protejate:
- păsări (1): vultur pescar (Pandion haliaetus)
- mamifere (1): delfin mare (Tursiops truncatus)
- reptile (2): Caretta caretta, Chelonia mydas

Pe lângă speciile protejate, pe teritoriul sitului au mai fost identificate 6 specii de plante, 12 specii de mamifere, 12 specii de nevertebrate, 1 specie de pești, 2 specii de reptile.